# Metasiriella kitaroi
Metasiriella kitaroi är en kräftdjursart som beskrevs av Murano 1986. Metasiriella kitaroi ingår i släktet Metasiriella och familjen Mysidae. Inga underarter finns listade i Catalogue of Life.